# Ян Стокласа
Ян Стокласа (на английски: Jan Stocklassa) е шведски бизнесмен и търговски съветник, дипломат, журналист и писател на произведения в жанра трилър и документалистика.

## Биография и творчество
Ян Стокласа е роден на 9 януари 1965 г. в Швеция.
В периода 1997 – 2003 г. работи като търговски съветник за Шведския търговски съвет към търговския отдел на посолството на Швеция в Прага. Стартира вестник „Метро“ в Прага. След това работи като ръководител на международното подразделение на софтуерната компания Svenska Spel  и после като служител в борда на Boss Media, доставчик на софтуерна инфраструктура за онлайн хазарт базиран в Швеция.
Пред 2007 г. е издаден трилърът му Gripen av Prag (Грипен от Прага). Той е измислена история, базиран на преживяванията му в Прага като търговски съветник, свързани със сделка за свръхзвукови реактивни изтребители и опита на „SAAB“ да продаде военния самолет JAS 39 Gripen на Чешката република, сделка, която е показала признаци на корупция.
През 2018 г. е публикувана книгата му „Архивът на Стиг Ларшон“. В нея, под формата на трилър, представя почти 20-годишното журналистическо разследване на убийството на Улоф Палме от криминалния писател Стиг Ларсон. В книгата представя различните теории, базирани на изследванията на Ларсон върху шведската крайна десница и нейните възможни връзки с убийството, като и своите собствени разследвания, които се разминават с тези на Ларсон. През същата 2018 година по книгата е направен документалния филм „Мъжът, който си играеше с огъня“, на който Стокласа е продуцент. Книгата е преведена на 27 езика и е издадена в над 50 страни по света. След издаването на книгата разследването на убийството на Палме през 1986 г. е подновено.
Ян Стокласа живее в Стокполм.

## Произведения
- Gripen av Prag (2007)[1]
- Stieg Larssons arkiv – nyckeln till Palmemordet (2018)
Архивът на Стиг Ларшон, изд.: „Сиела“, София (2019), прев. Любомир Гиздов

## Филмография
- 2018 Мъжът, който си играеше с огъня, Mannen som lekte med elden – продуцент